# Olinto de Oliveira
Olímpio Olinto de Oliveira (Porto Alegre, 5 de janeiro de 1865 — Rio de Janeiro, 22 de maio de 1956) foi um médico e escritor brasileiro.
Filho de João Olinto de Oliveira e Matilde das Chagas. Formou-se em Medicina pela Faculdade de Medicina do Rio de Janeiro em 1887. Enquanto estudante estagiou na Policlínica do Rio de Janeiro. Especializado em Pediatria, voltando a Porto Alegre assim que chegou fundou um serviço de assistência médica infantil, por muitos considerado a primeira creche do Brasil. Em 1890 fundou a enfermaria de crianças da Santa Casa de Misericórdia. Em 1892 estava entre os fundadores da Sociedade de Medicina de Porto Alegre, secretariando-a e depois presidindo-a. Colaborou na fundação da Faculdade de Medicina de Porto Alegre e foi seu diretor de 1910 a 1913. Na faculdade lecionou Anatomia, Fisiologia, Anatomia Patológica, Clínica Médica, Ortopedia Pediátrica, Clínica Pediátrica, Química e Biologia. Foi paraninfo da primeira turma de formados. Fundou o Instituto Pasteur junto à faculdade para tratamento preventivo da raiva, e o Instituto Oswaldo Cruz, sendo seu primeiro diretor.
Sempre interessado pela cultura, foi um dos fundadores e primeiro presidente da Academia Rio-Grandense de Letras, colaborou com artigos no Correio do Povo, atuou como musicista e crítico de arte, foi um dos fundadores do Club Haydn em 1897 e também do Instituto de Belas Artes em 1908, do qual foi o primeiro diretor. Foi o idealizador da primeira galeria de arte da cidade, montada em uma dependência do bazar Ao Preço Fixo. Segundo Athos Damasceno, "se na qualidade de médico e homem de ciência prestou ao Rio Grande do Sul assinalados serviços, como cultor e amante das belas artes seria um animador incansável da música e das artes plásticas locais, concorrendo fortemente com seus dons naturais e sua informação eclética para a valoração crescente da nossa cultura artística".
A partir de 1918 passou a viver no Rio de Janeiro. Ao despedir-se de Porto Alegre recebeu da Faculdade de Medicina o título de Professor Honorário. No Rio continuou exercendo a profissão de médico no Hospital Artur Bernardes, onde participou da criação da Sociedade Brasileira de Pediatria. Na década de 1920, junto com Américo Augusto, fundou o periódico Arquivos de Pediatria, em 1925 obteve o titulo de Livre Docente em Fisiologia, e em 1928 foi eleito presidente da Sociedade Brasileira de Pediatria, quando reformou seus estatutos e deu impulso ao periódico oficial Jornal de Pediatria. Reeleito presidente 1929 e 1932. Durante o governo Vargas, além de trabalhar na Inspetoria de Higiene Infantil do Departamento de Saúde Pública, foi nomeado chefe da Diretoria de Proteção à Maternidade e à Infância. Em 1933 convocou e presidiu a Conferência Nacional de Proteção e Assistência à Infância. Em 1940 criou o Departamento Nacional da Criança, que veio a presidir, estabelecendo seccionais em vários estados. Organizou os Cursos de Puericultura e Administração, destinados à formação de puericultores nos serviços regionais, época em que reestruturou o Hospital Artur Bernardes.
Deixou mais de cem artigos sobre Pediatria, Higiene e Assistência à Infância em periódicos brasileiros, franceses e italianos. Foi Membro Honorário da Academia Nacional de Medicina, da Academia Americana de Pediatria e da Sociedade de Pediatria de Paris. Em 1953 seu nome foi inscrito no Livro de Mérito dos Grandes Vultos Nacionais. Na ocasião Gastão de Figueiredo disse que "o professor Olinto de Oliveira foi eminente brasileiro, que enobreceu a sua Pátria e engrandeceu a nacionalidade, oferecendo o melhor dos seus esforços em prol da infância brasileira". Em 1956, Martinho da Rocha disse que "Olinto de Oliveria foi, indiscutivelmente, grande entre os maiores vultos da galeria pediátrica nacional". É patrono da Cadeira 4 do Conselho Acadêmico da Sociedade Brasileira de Pediatria, patrono da Cadeira 54 da Academia Sul-Rio-Grandense de Medicina, e patrono da Cadeira 45 da Academia Nacional de Medicina.
Foi casado com Maria Emília Pereira, com quem teve os filhos Ester, Carlos, Silvio, Jorge, Paulo, Mário e Décio.